# Paul Wiesner
Paul Wiesner (Nowa Sól, 10 de setembro de 1855 — Berlim, 1 de outubro de 1930) foi um velejador alemão, campeão olímpico. Ele participou dos Jogos Olímpicos de Verão de 1900 e conquistou a medalha de ouro na segunda corrida da classe 1 – 2 Ton e a medalha de prata na classe aberta a bordo do Aschenbrödel ao lado de Georg Naue, Heinrich Peters e Ottokar Weise.